# دمقوت (المهرة)

تعديل مصدري - تعديل

دمقوت هي إحدى قرى عزلة دمقوت بمديرية حوف التابعة لمحافظة المهرة، بلغ تعداد سكانها 528 نسمة حسب تعداد اليمن لعام 2004.